# L’Essentiel

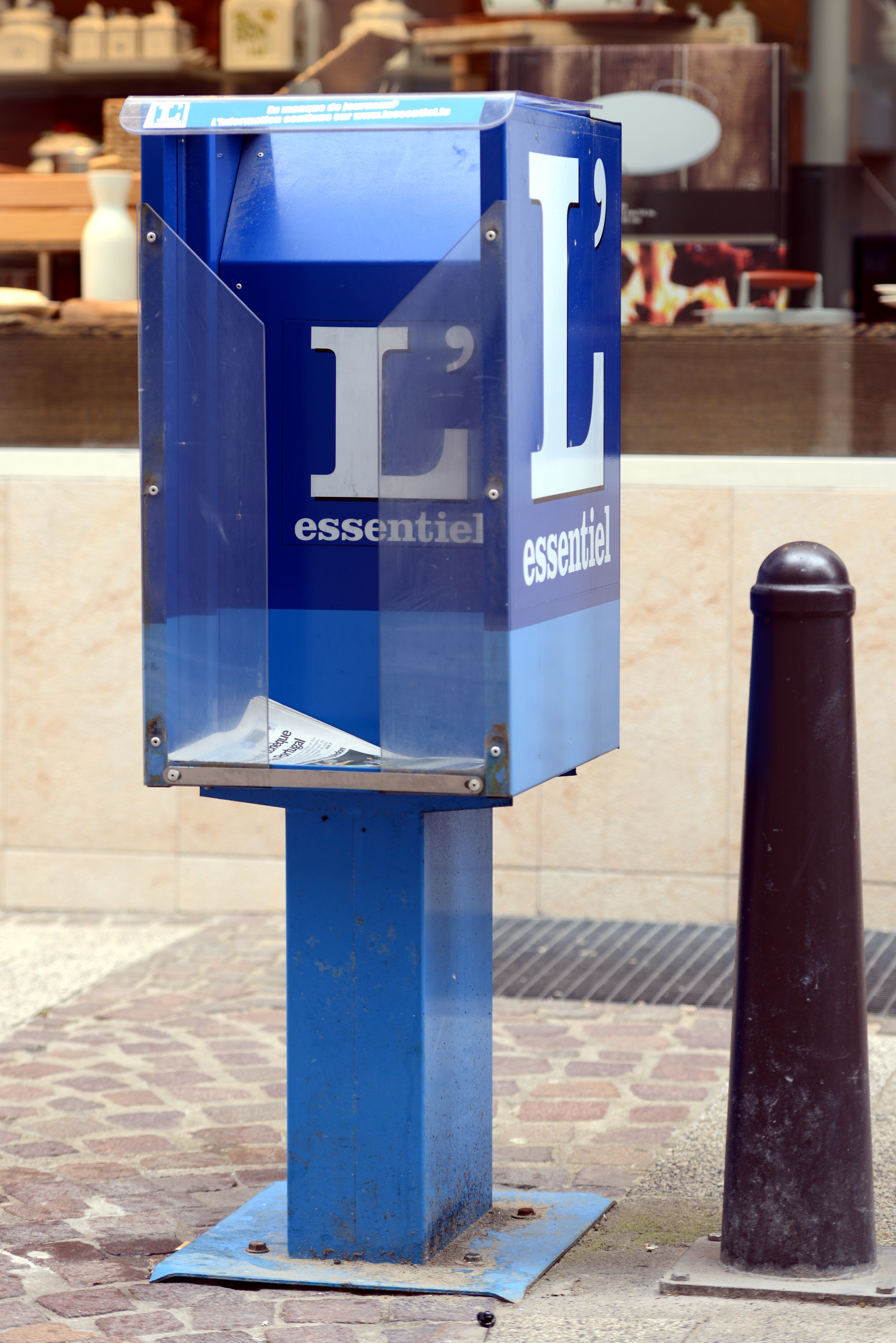
Ein Verteilerkasten der Zeitung

L’essentiel (dt. das Wesentliche) ist eine kostenlose luxemburgische Tageszeitung, die seit 2007 erscheint.

## Geschichte
Die Gratiszeitung wurde 2007 erstmals gedruckt. Als Verlag fungiert Edita, ein Joint Venture zwischen Editpress (Luxemburg) und TX Group (Schweiz). Das Blatt und die Website erscheinen in französischer Sprache, jedoch seit 2010 gibt es auch ein deutschsprachiges Angebot auf der Website. Redaktionssitz ist in Differdingen.
2016 startete ein gleichnamiger Radiosender in französischer Sprache.